# Nit dels ganivets llargs

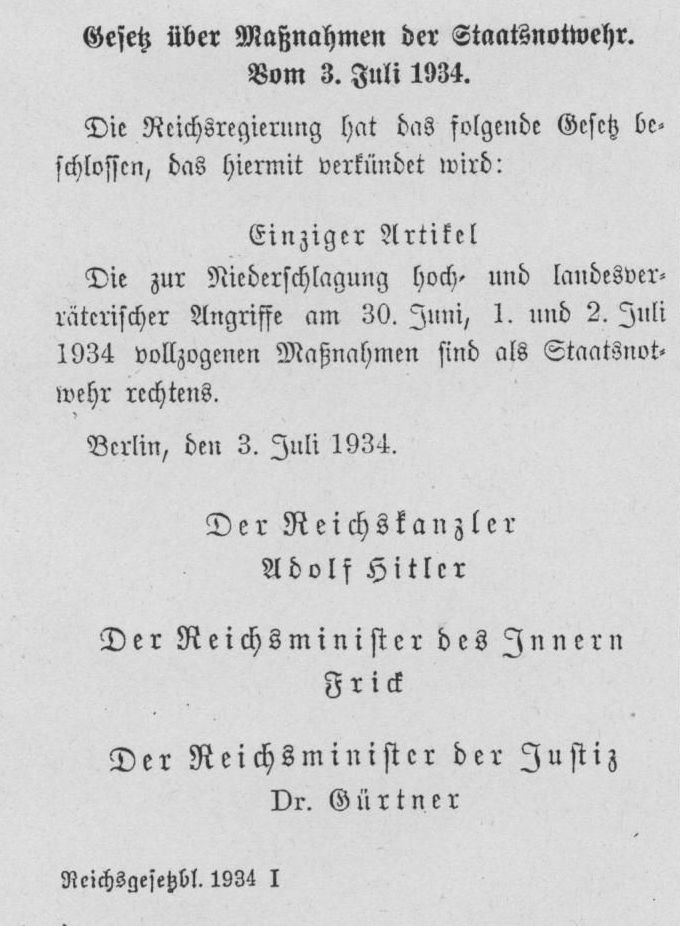
Decret de 3 juliol de 1934 justificant la purga

La Nit dels ganivets llargs, també coneguda com a Operació Colibrí o Putsch de Röhm és una purga política que va tenir lloc a l'Alemanya nazi entre el 30 de juny i el 2 de juliol de 1934. S'hi van cometre una sèrie d'assassinats extra-judicials. Importants figures de l'Strasserisme, la facció més esquerrana del Partit Nazi, van ser assassinades, entre elles el seu líder Gregor Strasser, així com destacades figures antinazis com l'ex-Canceller d'Alemanya Kurt von Schleicher o Gustav Ritter von Kahr, que havia derrotat el Putsch de Múnic l'any 1923. Entre els assassinats o arrestats s'hi troben també molts dels dirigents de l'Sturmabteilung (SA).
El cop, liderat per Adolf Hitler, va atacar directament el líder de la SA Ernst Röhm i el seu entorn, ja que el nou poder polític el va considerar, per les seves accions de violència urbana com una amenaça. D'aquesta manera Hitler es va assegurar també el suport de la Reichswehr, els comandaments militars alemanys que desaprovaven l'ambició de Röhm i d'absorbir-los dins la SA. Röhm s'havia guanyat també altres enemics degut a la seva crida a fer una «segona revolució», que hauria de redistribuir la riquesa del país. Finalment Hitler també va fer servir la purga per a eliminar crítics envers el nou règim, especialment aquells més pròxims al vicecanceller Franz von Papen, així com per a passar comptes amb antics enemics.
Hi van morir 85 persones, pel cap baix, i moltes fonts eleven el nombre a 150 i fins a 200, mentre que més de mil van ser arrestats. Les SS i la Gestapo van cometre la majoria dels assassinats, però el colp va comptar també amb la complicitat del Reichswehr i del poder judicial, que va donar empara a aquests assassinats extra-judicials per a demostrar el seu suport al nou règim. En el seu discurs davant el Reichstag del 13 de juliol, Hitler es va presentar com el jutge suprem del poble alemany.
La nit dels ganivets llargs representa un important punt d'inflexió en la història del Tercer Reich.

## Nom
Malgrat que el nom d'Operació Colibrí (Kolibri en alemany) sembla haver estat escollit a l'atzar, com la consigna per enviar als esquadrons d'assassins durant el colp, l'expressió Nit dels ganivets llargs (Nacht der langen Messer en alemany) ja es feia servir abans dels fets per a designar actes de venjança. Els alemanys també empren l'expressió Röhm-Putsch (cop d'estat de Röhm), el nom oficial donat pels nazis, malgrat la falta de proves que demostrin que els assassinats intentaven impedir un colp d'estat del líder de la SA. Fonts alemanyes posteriors també s'hi refereixen com el suposat cop de Röhm (sogenannter Röhm-Putsch) per a valorar aquest fet.

## Els precedents
Després de la presa de poder d'Adolf Hitler a la cancelleria del Reich (30 de gener de 1933), el partit nazi va començar un procés per apoderar-se de totes les estructures de l'estat alemany. La Sturmabteilung (SA) o secció d'assalt del partit nazi que constituïa un cos paramilitar creat el 1921 i que actuava com a braç armat del partit hi va tenir un paper primordial. El líder de la SA era Ernst Röhm, antic oficial de l'exèrcit imperial i superior de Hitler durant la Primera Guerra Mundial.
El 1931, la SA comptava amb uns 70.000 membres. Sota el lideratge de Röhm, l'any 1933 van passar a ser-ne 400.000 i la xifra augmentà fins als 2.000.000 el 1934. Una gran part dels membres de la SA, especialment els afiliats abans de la presa del poder, provenien de les classes populars. Després de la instauració del règim nazi, la política de Hitler es va orientar a congraciar-se amb els industrials i els militars a fi de consolidar un règim que, gaudint fins i tot d'un gran suport popular, no havia obtingut la majoria absoluta en les eleccions de 1932. La SA es va convertir en un dels principals obstacles d'aquesta política, ja que la burgesia industrial estava atemorida pel comportament baralladís i l'exèrcit temia que la SA es convertís en una força paramilitar que competís amb ell. A tot plegat cal afegir-hi l'existència d'una ala esquerra del partit nacionalsocialista que proposava una segona revolució en què, després de prendre el poder, s'hauria hagut d'instaurar un règim socialista-nacionalista que eliminaria la propietat privada dels mitjans de producció i repartiria les terres de conreu entre els camperols. El fet que diversos detinguts fossin homosexuals (el mateix Röhm ho era obertament) o que Edmund Heines, cap de la Sturmabteilung a Breslau, fos trobat amb un jove soldat de 18 anys al llit, va ser aprofitat per justificar la purga com un cop contra la immoralitat.
Val a dir també que la política de competició entre dirigents del partit nazi que Hitler fomentava havia aconseguit que la SA, i Röhm en particular, fos l'objectiu de Heinrich Himmler (cap de les SS o Schutzstaffel), Reinhard Heydrich (cap del Sicherheitsdienst o SD) i Hermann Göring (ministre de l'interior de Prússia i fundador de la Gestapo). Durant els anys 1933 i 1934, Himmler i Göring van instigar constantment Hitler perquè limités el poder de la SA.
Al començament de 1934 van començar a córrer rumors sobre els plans de Röhm i Gregor Strasser (líder de l'ala esquerra del partit nacionalsocialista) per a derrocar Hitler i instaurar una dictadura socialista. Aquests rumors, difosos pel SD de Heydrich, van augmentar la tibantor entre les diferents faccions del partit nazi i culminaren amb un report que, d'acord amb Göring, Himmler presentà a Hitler, en el qual es detallaven els suposats plans del colp d'estat preparat per Röhm. L'al·legat incloïa una llista d'involucrats en el complot, que havien de ser eliminats.

## La purga
La nit del 29 al 30 de juny de 1934, Hitler es va presentar acompanyat d'un escamot de les SS a l'hotel Hanselbauer de Bad Wiessee (prop de Múnic), on Ernst Röhm i altres dirigents de la SA havien estat citats pel mateix Hitler. Així que hi van arribar van arrestar Röhm i la resta de líders de la SA allí presents, molts dels quals van ser executats durant les 24 hores següents atès que figuraven en la llista preparada per Göring i Himmler. Durant aquest temps Röhm continuà arrestat i sembla que Hitler insistí a perdonar-li la vida en virtut dels serveis prestats al partit. S'ha dit, fins i tot, que Hitler va accedir a permetre-li el suïcidi, extrem al qual Röhm hauria refusat. L'endemà, el primer de juliol de 1934, Röhm va ser executat per dos membres de les SS.
Hitler no anuncià públicament la purga fins al 13 de juliol de 1934, en una al·locució en què va presentar els assassinats com una acció necessària a fi d'evitar una revolució. Especialment significatives són les seves paraules en un discurs a Marburg: «Si qualsevol em reprova i em demana per què no vaig recórrer als tribunals de justícia regulars, llavors tot el que puc dir és això: en aquesta hora jo era responsable del destí del poble alemany i, en tal condició, vaig fer de jutge suprem del poble alemany».
En el comunicat oficial es reconeixia un balanç final de 77 víctimes mortals (61 execucions sumàries, 13 execucions per a resistir-se a l'arrest i 3 suïcidis). No obstant això, ja s'ha dit que el nombre d'assassinats va ser força superior. Hi destaquen els noms d'Ernst Röhm, Gregor Strasser i el general Kurt von Schleicher.
La purga va permetre de subordinar l'exèrcit a Hitler, que hi va reforçar el seu lideratge. Així «va acabar l’etapa més revolucionaria del nacional-socialisme i es va iniciar el camí cap a una dictadura total, amb el suport de la burgesia, les classes altes i el poderós exèrcit alemany». Tot i que Hitler nomenà Victor Lutze nou líder de la SA, aquestes entraren en un declivi gairebé definitiu. Mostra d'aquest afebliment és que l'any 1939 la major part dels seus membres van ser integrats en la Wehrmacht, l'exèrcit alemany.